# Svenska Hemslöjdsföreningarnas riksförbund
Svenska Hemslöjdsföreningarnas Riksförbund, SHR, Hemslöjden, är en ideell riksorganisation för hemslöjd som bildades 1912  . Organisationens medlemmar utgörs av 24 länshemslöjdsförbund och tre riksföreningar. Till länsförbunden är cirka 70 lokala hemslöjdsföreningar anslutna och totalt är omkring 14 000 personer anslutna till en hemslöjdsförening. Inom organisationen finns 22 hemslöjdsbutiker spridda över hela landet.
Svenska Hemslöjdsföreningarnas Riksförbund kallas även för Hemslöjden eller SHR. Hemslöjden äger aktiebolaget Hemslöjd Media Sverige AB som ger ut tidningen Hemslöjd (f.d. Hemslöjden) och har bokutgivning via Hemslöjdens förlag. Tidningen Hemslöjd kommer ut med sex nummer per år och är Sveriges största tidning för slöjd och hantverk med en prenumererad upplaga om ca 13 000 ex per nummer. Inom ramen för bolaget drivs olika näringsprojekt och här sker också en del internationellt utbyte.
Svenska Hemslöjdsföreningarnas Riksförbund samordnar landets hemslöjdsföreningar, förvaltar Hemslöjdens samlingar och  förvaltar flera stipendiefonder som delar ut avkastning till slöjdare inom olika tekniker Förbundet är dessutom en granskningsnämnd för gesäll- och mästarbrev inom tio slöjdaryrken: Vävning (Handvävning/konstvävning), konstbroderi, Stickning (handstickning/handstickningsmaskin), träslöjd, krukmakeri, träbildhuggeri, kakelugnsmakeri, garvning och dräktsömnad. Vidare är förbundet delägare i Sätergläntan "Hemslöjdens gård" som är en nationell och internationell mötesplats för slöjd- och kulturintresserade samt huvudman och samordnare för Hemslöjdens kurser som bedrivs av hemslöjdsföreningarna och hemslöjdskonsulenterna ute i landet.
Svenska Hemslöjdsföreningarnas Riksförbund är medlem i Nordens Hemslöjdsförbund och i European Folk Art and Craft Federation.

## Hemslöjdens samlingar
Under 1900-talet har hemslöjdsföreningarna i Sverige byggt upp samlingar med olika hemslöjdsföremål. Sedan 1996 har dessa föremål katalogiserats och digitaliserats för att göra föremålen mer tillgängliga. 2014 blev samlingarna åtkomliga via Digitalt Museum.
Hemslöjdens samlingar består av 45 000 unika hemslöjdsföremål. Cirka en fjärdedel av dessa har digitaliserats och finns på webbplatsen Digitalt Museum. Digitalt museum innehåller – utöver Hemslöjdens samlingar – 60 samlingar hämtade från bland annat olika museer och hembygdsföreningar.
I Hemslöjdens samlingar finns t.ex. bilder på korgar, vantar, smidesljusstakar, träskedar, vävprover, keramikfat med mera.
Hemslöjdens samlingar är ett samarbete mellan Hemslöjden (SHR) och dess medlemsföreningar samt Nämnden för hemslöjdsfrågor och hemslöjdskonsulenterna.